# Pístovské mokřady
Pístovské mokřady jsou mokřady a biologicky významná lokalita mezi Pístovem a Rančířovem, asi 3 km na jihozápad od Jihlavy, na území bývalého vojenského prostoru, v katastrálním území Pístov u Jihlavy. Místem vede zeleně značená turistická stezka od Větrníku na Okrouhlík. Vlastníkem pozemků je město Jihlava, které je dalo do bezúplatně užívání České společnosti ornitologické na Vysočině. Každoročně se zde koná offroad akce Pístovské mokřady.
Z důvodu silného podmáčení terénu není lokalita vhodná k hospodářskému využití. Naopak se zde bohatě daří zástupcům fauny i flóry. Stěžejní zastoupení zde mají především obojživelníci – najdeme zde např. kuňku obecnou, čolka velkého, blatnici skvrnitou, rosničku zelenou, skokana ostronosého či čolka obecného. Z dalších zástupců živočišné říše to jsou ještěrka živorodá, ještěrka obecná, užovka obecná, bramborníček hnědý, sluka lesní, krutihlav obecný, chřástal polní, modrásek černolemý, osenice západní a střevlík Scheidlerův. Z rostlin tady můžeme najít např. vemeník dvoulistý, rdest alpský či blatěnku vodní.